# Banbar
Banbar lub Bianba (tyb. དཔལ་འབར་རྫོང་, Wylie: dpal 'bar rdzong, ZWPY: Banbar Zong; chiń. upr. 边坝县; pinyin Biānbà Xiàn) – powiat we wschodniej części Tybetańskiego Regionu Autonomicznego, w prefekturze Qamdo. W 1999 roku powiat liczył 29 337 mieszkańców.